# Rosen Plevneliev
Rosen Asenov Plevneliev (en búlgaro: Росен Асенов Плевнелиев; n. Gotse Delchev, Bulgaria, 14 de mayo de 1964) es un político, ingeniero y empresario búlgaro. Fue presidente de su país entre 2012 y 2017. También se desempeñó como ministro de Desarrollo Regional y luego ministro de Obras Públicas.
Rosen Plevneliev, que estudió en el instituto de segunda enseñanza de Matemáticas y Ciencias Naturales en Blagoevgrad, se graduó en 1982. En 1989 se graduó en Sofía en la escuela superior de mecánicos electricistas. Ingeniero y empresario de la construcción, tuvo la primera empresa privada de construcción en el año 1990 que comenzó a trabajar en la era postcomunista de Bulgaria.
Está casado y tiene tres hijos llamados Filip, Asen y Pavel. Su partido político, de centro-derecha, se denomina Ciudadanos por el Desarrollo Europeo de Bulgaria (GERB, en sus siglas en búlgaro).
El 4 de septiembre de 2011 fue propuesto como candidato a la presidencia de la República de Bulgaria. En las elecciones presidenciales celebradas el 30 de octubre, consiguió la mayoría de votos del 55,3% en la segunda ronda (ya que en la primera no había alcanzado el mínimo requerido para acreditarse la victoria) frente a Ivailo Kalfin, del Partido Socialista Búlgaro. Rosen Plevneliev comenzó su presidencia el 22 de enero de 2012.